# Maurice Quentin de La Tour
Maurice Quentin de La Tour (5. října 1704 – 17. února 1788) byl francouzský malíř rokoka, který pracoval převážně s pastely. Mezi jeho nejslavnější portrétované patřil Voltaire, Ludvík XV. a Madame de Pompadour.
Narodil v Saint-Quentinu v Pikardii jako syn hudebníka, který zásadně nesouhlasil se synovým rozhodnutím, stát se malířem. Ve věku patnácti let se La Tour rozhodl vydat do Paříže, kde začal studovat u vlámského malíře Jacquese Spoedeho. V roce 1724 navštívil Remeš, v roce 1725 Anglii a nakonec se vrátil do Paříže, kde se také rozhodl, že začne malovat s pastely a od roku 1727 začal pokračovat ve svých studijních cestách.

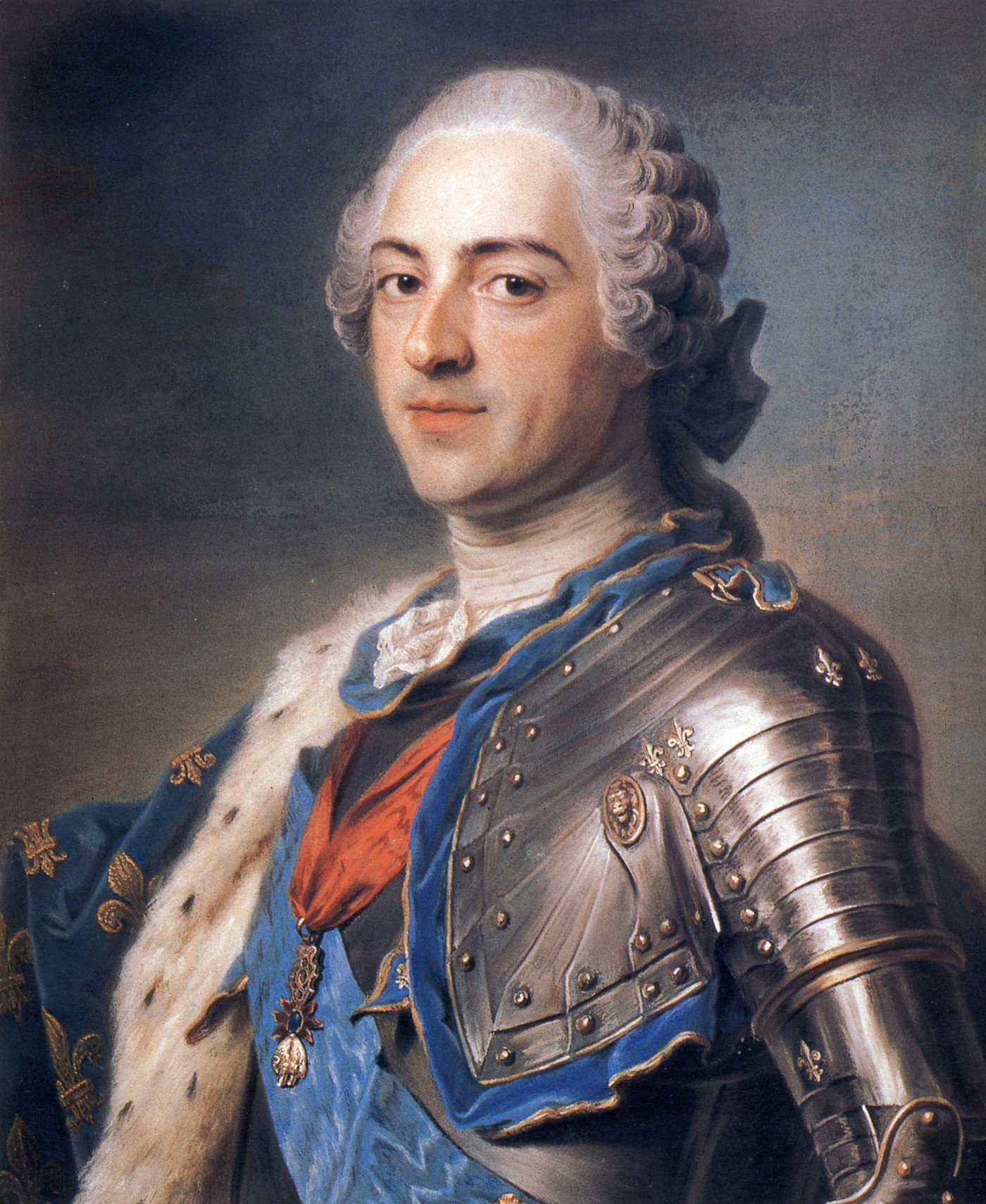
Portrét Ludvíka XV. (1748)

V roce 1737 začal La Tour také vystavovat první skvělou sérii portrétů, obsahující asi 150 děl, která okouzlovala návštěvníky Pařížského salónů následujících 37 let. Ve svých portrétech dokázal neobyčejně spojit kouzlo vyobrazené postavy a zaráveň výrazného pozadního kouzla, ale proslul také svým dokonalým zachycováním jemných výrazů v lidských obličejích, což dávalo jejich portrétům neuvěřitelnou živost.
V roce 1746 byl přijat jako člen Académie Royale a téměř o 5 let později (v roce 1751) byl povýšen na čestného člena rady. V roce 1750 byl La Tour jmenován dvorním portrétistou krále, kde působil až do roku 1773, kdy ho postihlo nervové zhroucení. Na nějaký čas se stal jeho jediným studentem Joseph Ducreux a o něco později také založil uměleckou školu. Působil také jako filantrop, ale s omezenou aktivitou, kterou musel po nervovém zhroucením dodržovat. Ve věku 80 let se znovu přestěhoval do svého rodného Saint-Quentinu, kde také 17. února v roce 1788 zemřel.

## Vybraná díla
- Gabriel Bernard de Rieux (1739-1741)
- Marie Leszczyńská (1748)
- Maurice Quentin de la Tour (ca 1750-1760)
- Madame de Pompadour (1755)
- Isabelle de Charrière (1771)